# Hausen (Greding)
Hausen ([ˈhaʊ̯zn̩] ) ist ein Gemeindeteil der Stadt Greding und eine Gemarkung im Landkreis Roth (Mittelfranken, Bayern). Die Gemarkung Hausen hat eine Fläche von 3,956 km² und ist in 559 Flurstücke aufgeteilt, die eine durchschnittliche Flurstücksfläche von 7076,11 m² haben.

## Lage
Das Kirchdorf liegt auf dem Nordosthang des Bucher Bergs hinab zur Schwarzach auf dem Gebiet des Naturparks Altmühltal. Auf der Gemarkung liegen Hausen und Petermühle. Ihr höchster Punkt ist der Hoher Schlag mit 545 m ü. NHN und der niederste Punkt an der Mündung des Hirlbach in die Schwarzach mit 387 m ü. NHN.

## Geschichte
Mit Ende des 8. Jahrhunderts hören Ortsbenennungen mit der Endung „-hausen“ auf. Daher ist mit einer Entstehung zuvor zu rechnen. In Urkunden erscheint es im 12. Jahrhundert. Der Sitz der Herren zu Hausen sollte in der Ortsmitte gestanden haben. 1250 schenkte Graf Gebhard von Hirschberg dem Hospital des Deutschen Ordens zu Ellingen den sog. „Grafenhof zu Husen“. Die Verbindung mit den Ortsrittern ist auch für später noch belegt. 1496 verkaufte Hans Zenner, Richter zu Neustadt, die Burg an Hans von Schafhausen. Auch die Herren von Jahrsdorf waren im Ort begütert.
1638 wurde festgestellt, dass im bisherigen Verlauf des Dreißigjährigen Krieges bereits acht Gehöfte abgebrannt waren Im Zuge der Säkularisation kam 1802 das untere Hochstift und in ihm Greding mit Hausen an den Großherzog Erzherzog Ferdinand III. von Toskana und 1806 an Bayern und darin an das Landgericht Greding. 1809 wurde Hausen mit Mettendorf und Greding zu einem Steuerdistrikt zusammengefasst. Nach zwei Jahren wurde dieser wieder aufgelöst.
1935 wurden zwei Anwesen auf die andere Seite der Schwarzach zur Petermühle verlegt, um Platz für den Neubau der A 9 zu schaffen. Die Gemeinde Hausen hatte 1961 eine Fläche von 401,17 ha und die beiden Orte Hausen und Petermühle. Im Zuge der Gebietsreform in Bayern wurde die Gemeinde aufgelöst und am 1. Januar 1972 in die Stadt Greding eingegliedert. Die Stadt Greding und mit ihr das Kirchdorf Hausen kamen am 1. Juli 1972 vom aufgelösten Landkreis Hilpoltstein in den neu gebildeten Landkreis Roth.

### Einwohnerentwicklung
- 1638: 5 Untertanen[8]
- 1818: 168 Einwohner[9]
- 1840: 171 Einwohner[10]
- 1852: 171 Einwohner[11]
- 1861: 199 Einwohner (187 Hausen, 12 Petermühle)[12]
- 1867: 212 Einwohner[13]
- 1871: 203 Einwohner (195 Hausen, 8 Petermühle)[14]
- 1885: 185 Einwohner (184 Hausen, 1 Petermühle)[15]
- 1900: 189 Einwohner (175 Hausen, 14 Petermühle)[16]
- 1925: 185 Einwohner (174 Hausen, 11 Petermühle)[17]
- 1950: 208 Einwohner (193 Hausen, 15 Petermühle)[18]
- 1961: 171 Einwohner (163 Hausen, 8 Petermühle)[6]
- 1970: 188 Einwohner (182 Hausen, 6 Petermühle)[19]
- 1987: 196 Einwohner[20]

## Ortskirche Sankt Peter und Paul

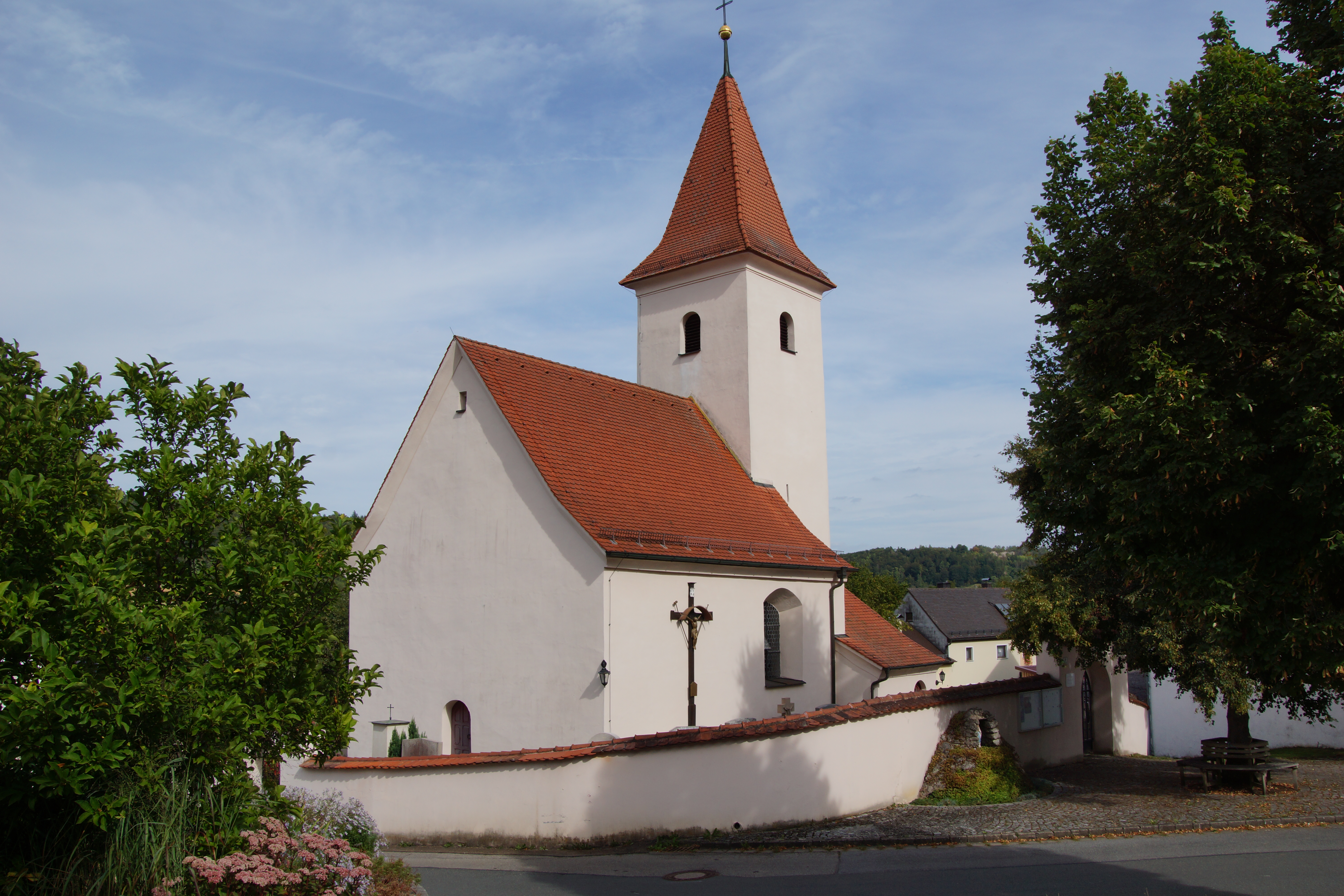
Filialkirche St. Peter und Paul

In der Dorfmitte steht die katholische Ortskirche „St. Peter und Paul“.

## Sonstiges

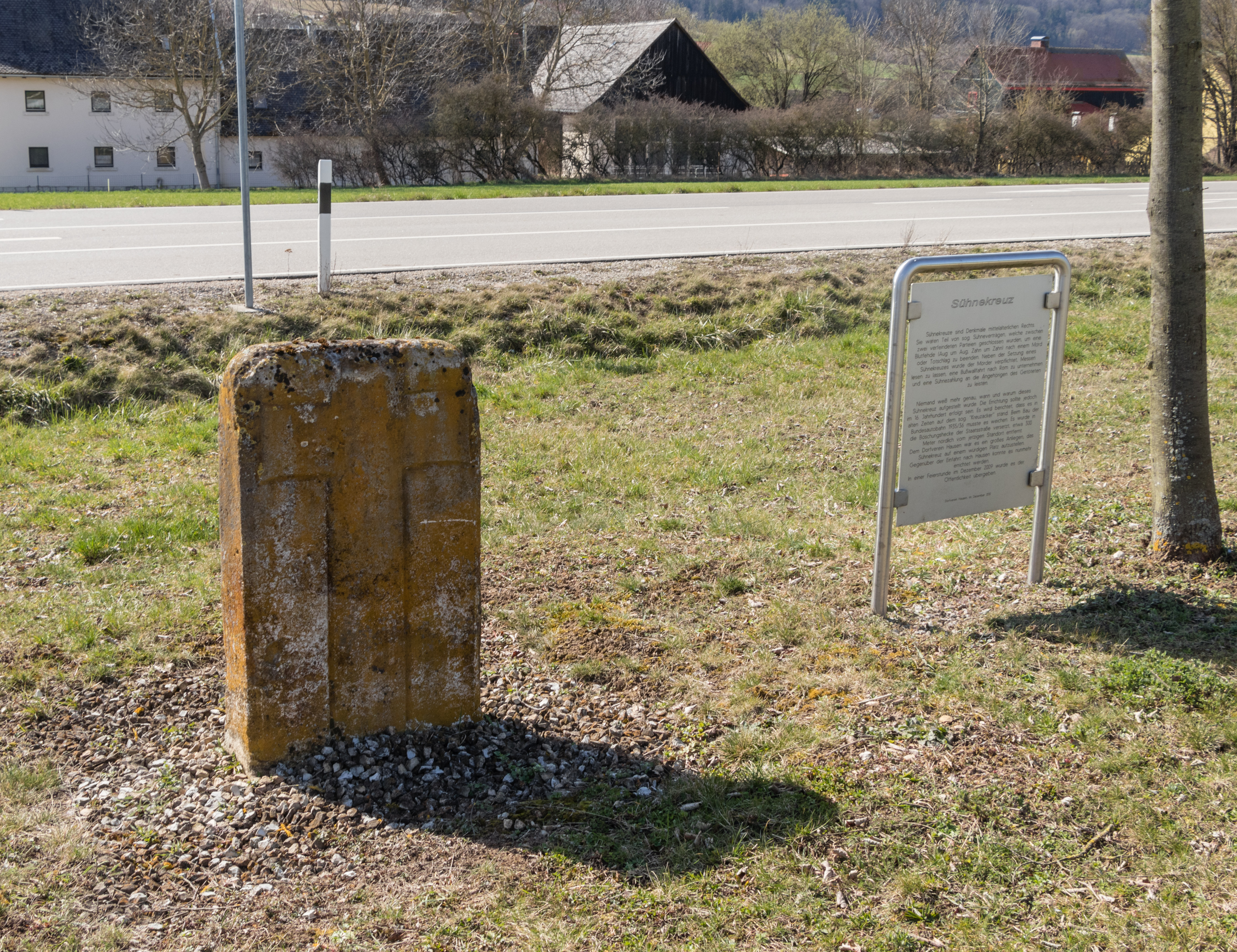
Kreuzstein bei Hausen

- In Hausen ist das Wasserwerk des Zweckverbandes zur Wasserversorgung der Jura-Schwarzach-Thalach-Gruppe. Es dient der Versorgung von 68 Orten in 7 Gemeinden in 3 Regierungsbezirken.[21]
- Alljährlich finden in Hausen ein Dorffest (Freiwillige Feuerwehr / 15. August) und ein Schafkopfturnier statt.
- Das nordöstlich gelegene Naturschutzgebiet Kuhbachtal bei Hausen
- An der Abzweigung der Staatsstraße 2227 steht der Kreuzstein bei Hausen.
- An der Straße nach Greding ist eine Wegkapelle.

## Vereine
- Dorfverein Hausen mit der Abteilung Fußball
- Freiwillige Feuerwehr Hausen
- KLJB Hausen

## Verkehr
Am östlichen Ortsrand verläuft die A 9 zwischen München und Nürnberg. Die Staatsstraße 2227 führt in etwa 300 Meter Abstand im Osten am Ort vorbei. Hausen war ein Haltepunkt an der Bahnstrecke Roth–Greding. Mit dem Bau der Autobahn war es notwendig nach dem Haltepunkt Richtung Greding die Bahnstrecke unter der Autobahnbrücke hindurch auf die andere Seite der Autobahn zu führen und dann in einem weiten Bogen wieder auf die ursprüngliche Strecke eingeschwenkt. Beim Bau des Standstreifens wurde 1970 die Brücke verbreitert und 1972 nach Auflassung der Strecke wieder abgerissen.